# اوناپینگ فالس
اوناپینگ فالس (به انگلیسی: Onaping Falls) یک منطقهٔ مسکونی در کانادا است که در سادبری بزرگ واقع شده‌است. اوناپینگ فالس ۴٬۸۷۴ نفر جمعیت دارد.